# Copierres

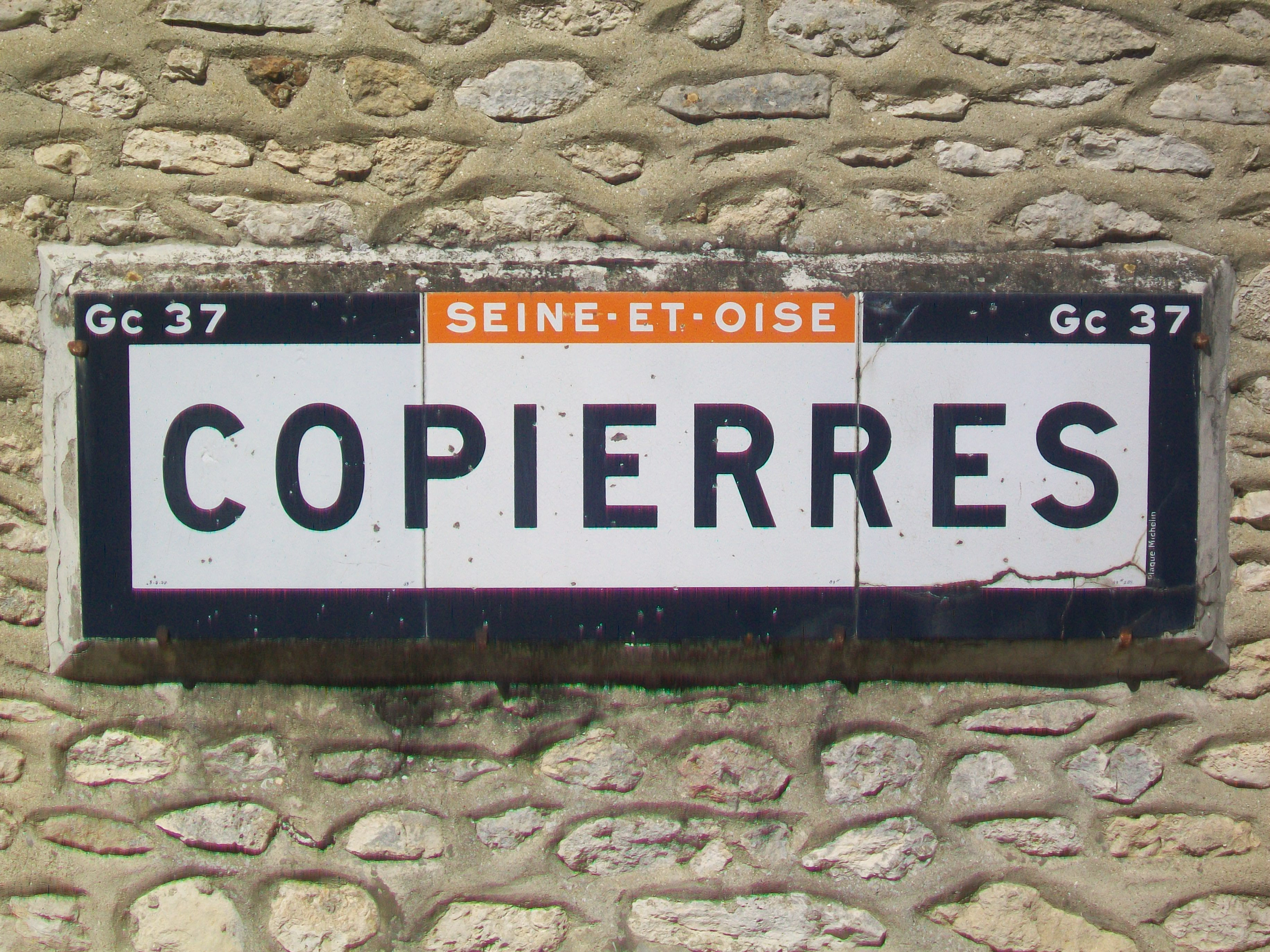
Ortsschild aus dem Jahr 1932

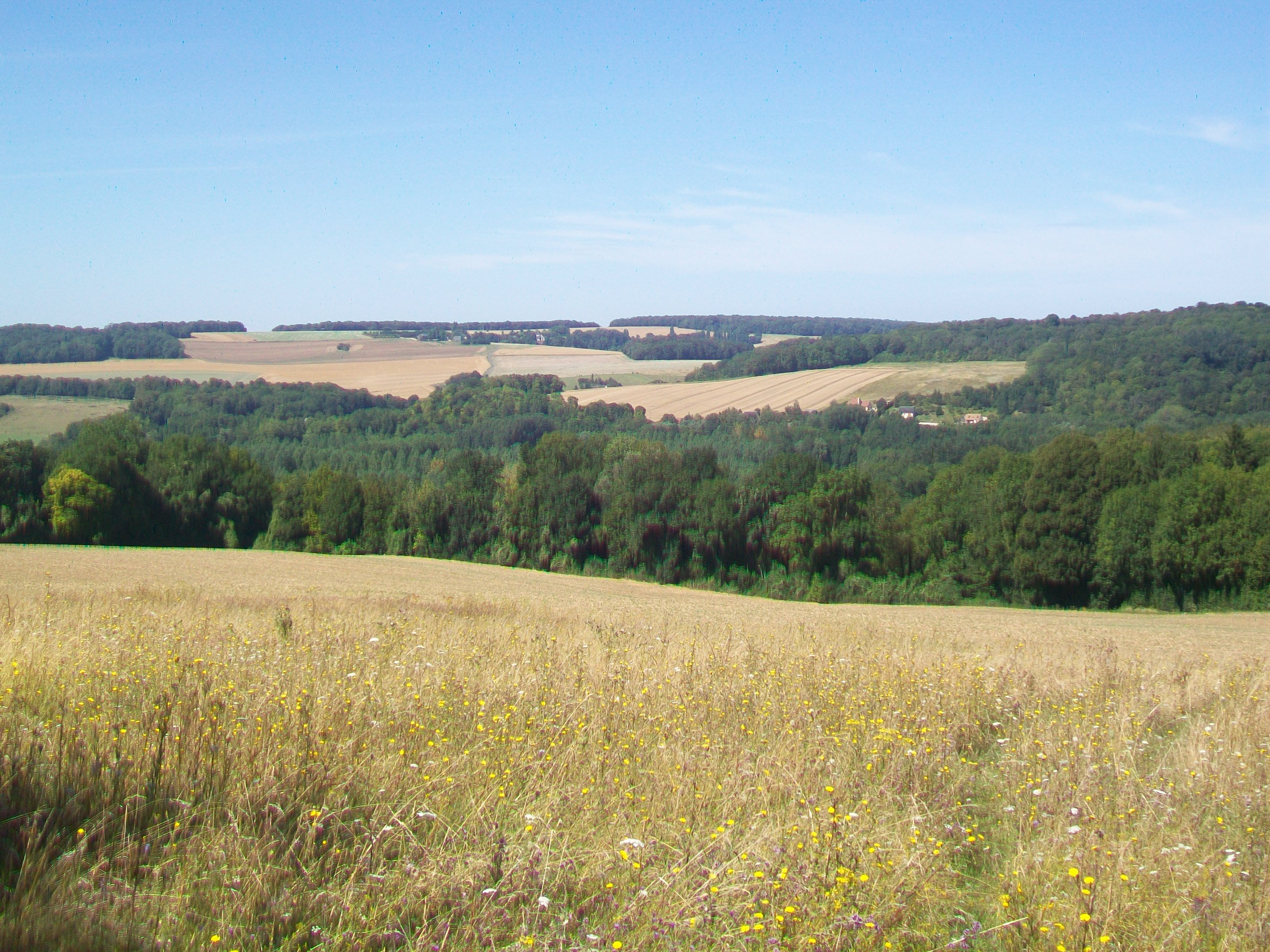
Landschaft und Copierres

Copierres ist ein Weiler der französischen Gemeinde Montreuil-sur-Epte im Département Val-d’Oise in der Region Île-de-France. Der Ort liegt circa einen Kilometer südlich von Montreuil-sur-Epte und ist über die Departementsstraße 37 zu erreichen.

## Sehenswürdigkeiten
- Allée couverte von Coppières[1] (Monument historique)
- Schloss, ursprünglich im Mittelalter erbaut und im 19. Jahrhundert stark verändert